# Арефьев, Алексей Дмитриевич
Алексей Дмитриевич Арефьев (28 апреля 1956, Ленинград — 29 декабря 2002, Санкт-Петербург) — советский и российский актёр театра и кино, режиссёр.

## Биография
Родился 28 апреля 1956 года в Ленинграде.
Учился в ЛГИТМиК по классу З. Я. Корогодского, который окончил в 1977 году. Принимал участия в таких театрах, как Ленинградский ТЮЗ (с 1977 года) и Театр Ленинского комсомола (с 1988 года). Помимо театральной актёрской деятельности, снимался в кино, был театральным режиссёром, ставил спектакли по режиссёрским работам.
Скончался 29 декабря 2002 года на 47-м году жизни в Санкт-Петербурге. Похоронен на Волковском православном кладбище.

### Семья
- Супруга — Елена Ложкина, актриса театра и кино. Заслуженная артистка Российской Федерации.
- Дочь — Анна Арефьева, актриса театра и кино, неоднократная номинантка на премию «Золотой софит».

## Творчество

#### Фильмография
- 1981 — Будем ждать, возвращайся — Сергей Лопухин, тромбонист военного оркестра
- 1987 — И завтра жить — Игорь Шитиков